# Diaphnidia
Diaphnidia is een geslacht van wantsen uit de familie van de Miridae (blindwantsen). Het geslacht werd voor het eerst wetenschappelijk beschreven door Philip Reese Uhler in 1895.

## Soorten
Het genus bevat de volgende soorten:

- Diaphnidia debilis Uhler, 1895
- Diaphnidia richardsi Kelton, 1965